# Лориан
Лориа̀н (на френски: Lorient, на бретонски An Oriant) е град в Западна Франция, в департамента Морбиан, региона Бретан. Разположен е на брега на Атлантическия океан в южната част на полуостров Бретан. Населението на града е 58 135 души (2007).

## История
Градът е създаден през 17. век, когато новосъздадената Френска Източно-Индийска компания построява корабостроителница на отсрещния бряг на залива до Пор Луи. Тя получава името L'Orient (Изток на френски).
В началото на 18. век градът процъфтява в благодарение на търговията с Индия, но загубва значението си през 1763 г., когато Франция губи колониите си на изток. В края на 18. и началото на 19. век градът е важно военно пристанище. След края на Първата световна война Лориан се превръща в риболовен център.
По времето на Втората световна война, градът е окупиран от германските войски и в близост до него е построена голяма военна база за германските подводници. През 1944 г. Лориан е бомбардиран и почти напълно разрушен. След войната градът е реконструиран.

## Икономика
Градът разполага с няколко пристанища – голямо риболовно пристанище, търговско и пътническо. Туризмът играе основна роля в икономиката на Лориан.

## Култура
В града се провежда ежегодно голям фестивал на келтската музика – Festival interceltique de Lorient.
Футболният отбор на града носи името ФК Лориан.

## Известни личности
Родени в Лориан
- Жак Камбри (1749 – 1807), етнограф
- Виктор Лазло (р. 1960), френско-белгийска певица, актриса и писателка